# حسین العریان
حسین العریان (زادهٔ ۱۳ مه ۲۰۰۷) بازیکن فوتبال حرفه‌ای کویتی است که در پست مهاجم برای باشگاه باشگاه العربی کویت و تیم ملی کویت بازی می‌کند.

## دوران باشگاهی
العریان اولین بازی خود را در مقابل القادسیه به‌عنوان بازیکن تعویضی در شکست ۰–۱ در سوپر جام کویت ۲۵–۲۰۲۴ انجام داد. 
پس از یک فصل پرفراز و نشیب با تیم جوانان، این بازیکن جوان به روند موفقیت‌آمیز خود به‌عنوان بازیکن تعویضی در تیم اصلی ادامه داد و در تیم منتخب چلنج لیگ آسیا ۲۵–۲۰۲۴ قرار گرفت.